# Солдатов, Сергей Иванович
Серге́й Ива́нович Солда́тов (24 июня 1933, Нарва, Эстонская Республика — 24 января 2003, Таллин, Эстония) — эстонский и советский диссидент, преподаватель, переводчик, политический мыслитель, подпольный борец за демократию и нравственное возрождение в СССР, основатель «Демократического движения Советского Союза», учредитель и редактор машинописных журналов «Демократ» и «Луч свободы», автор программных документов демократического движения, «убеждённый противник советского империализма», узник совести (1975—1981).

## Биография
Сергей Солдатов родился в Нарве, в независимой Эстонии, в русской семье. С младенчества, после разрыва родителей в 1934 году, он воспитывался отцом, человеком вспыльчивым и жестоким («Родительского тепла в моей жизни сильно недоставало…») В пятилетнем возрасте Сергей самостоятельно выучился читать по-эстонски и по-русски, а в 1941—1944 годах, при немцах, — говорить и читать по-немецки. Сравнивая в своих воспоминаниях три оккупации Эстонии, две советских (с июня 1940 года по июнь 1941, и с 1944 года) с германской (1941—1944 годов), Сергей Солдатов признаёт германскую наименее жестокой, приводит примеры «зверского обращения с населением» со стороны НКВД и отступавшей Красной армии в 1941 году.

…Помню такой случай. Кондитерская, ещё не разграбленная и не закрытая. Сидит крестьянин, пьет лимонад и ест булку. Врывается полупьяный политрук с солдатами: «Ты где, сволочь буржуазная, работаешь?» Тот, не зная русского, мямлит: «По зэмлэ. По зэмлэ». «Ты что мне, гад, мозги темнишь? Скажи мне, где твоя работа, или я тебя сейчас свяжу!» Мужик лепечет от страха что-то невразумительное. «Ах та-ак. В машину его!» И больше его уже никто не видел…
…Одна легковая машина остановилась, и вышел офицер с ординарцем. Дед, наверное, думал, что будут спрашивать дорогу. Но спросили другое: «Ты что, гад-буржуй, немцев вышел дожидаться?» И, не дожидаясь ответа, на виду семьи, в упор застрелил его из нагана…
…Был у нас лесник. Верно или нет, но заподозрили его, что он помогает партизанам продовольствием… На глазах у плачущей жены и детей он был замучен до смерти. На его трупе нашли десятки колотых ран от советского трехгранного штыка. Проколоты были также внутренности и детородные органы…
— Сергей Солдатов. Зарницы возрождения, с. 64-65
Дошкольником Сергей Солдатов почувствовал себя религиозным человеком и стал посещать православные церкви; свою веру, не находившую поддержки в семье, пронёс через всю жизнь.
В сентябре 1941 года, при нацистской оккупации, Сергей Солдатов поступает в первый класс эстонской школы в деревне Перьятси, волость Вайвара, на крайнем востоке страны. В 1946 году, пятиклассником, при советской оккупации, он помогает передать письмо партизанам (лесным братьям) и приносит ответ от них. В 1948 году, неполных пятнадцати лет, Сергей Солдатов оставляет 6-й класс школы, начинает запоем читать, в том числе и по-немецки, нанимается работать учеником маляра, но затем возвращается в школу, уже русскую («Среда в советско-русской школе была агрессивной. Царили закон джунглей и кулачное право»), и в 1952 году оканчивает десятилетку в городе Йыхви (где ему пришлось поневоле вступить в комсомол).
В 1952 году Сергей Солдатов поступает на металлургический факультет Ленинградского политехнического института имени М. И. Калинина (далее: ЛПИ), но через три месяца, «несмотря на повышенную стипендию», возвращается в Эстонию, где работает переводчиком в шахтёрской газете в Кохтла-Нымме, затем генераторщиком на кохтла-ярвском газокомбинате. В 1953 году он проходит по экзаменационном конкурсу в Московский авиационный институт, но его тут же отчисляют как жившего под немецкой оккупацией. Он возвращается в Эстонию и работает откатчиком в шахте.
В 1954 году Сергей Солдатов поступает на механико-машиностроительный факультет ЛПИ, живёт в общежитии на стипендию, то есть впроголодь, и, по специальному разрешению деканата, работает ночью в угольной котельной радиоэлектронного завода. В декабре 1956, в атмосфере десталинизации, но уже после Венгерского восстания, студент 3-го курса Солдатов пишет в ЦК КПСС письмо с требованием демократических реформ. Письмо было задумано как коллективное от студентов ЛПИ, но в итоге его подписал только ещё один человек. Оба подверглись публичному осуждению на расширенном заседании парткома и комитета комсомола ЛПИ, проходившем в присутствие партийных и комсомольских начальников Выборгского района Ленинграда под председательством «секретаря обкома» ВЛКСМ В. П. Логинова, но не были отчислены из ЛПИ, а только исключены из комсомола, то есть вовсе не были наказаны.
Чисто технический спор с руководителями кафедры ЛПИ, Солдатовым выигранный, привёл к тому, что свой дипломный проект Солдатов защищает не в 1959 году, а в январе 1960 года. В ходе так называемого распределения молодых специалистов («рабов-умельцев») Солдатов сначала отказывается от самых заманчивых предложений («остаться в Ленинграде было пределом мечтаний всех иногородних студентов»), затем вообще от распределения и полубесправным возвращается в Эстонию, где работает не по специальности, живёт в антисанитарных условиях и вообще бедствует.
С 1963 года, в свободное от работы время, Солдатов самостоятельно занимается историей, социологией и философией, «духовно-политическими исследованиями», конспектирует труды европейских классиков, строит «огромный график изменения политического пространства в зависимости от исторического времени» размером 2 метра на 1 метр. Фрагмент этой работы появился в 1970 году в советском научном издании
В 1965 году Сергей Солдатов поступает преподавателем на кафедру машиностроения Таллинского политехнического института, откуда его спустя несколько месяцев и под благовидным предлогом увольняют «за антикоммунистические высказывания».
В середине 1960-х, при деятельном участии Сергея Солдатова, в Эстонии складывается подпольное Демократическое движение Эстонии (ДДЭ) и Союз морально-политического возрождения, начинают издаваться подпольные самиздатские журналы Демократ и Луч свободы. Солдатов пишет проекты большинства программных документов подпольщиков, в частности, проект программы Демократического движения Советского Союза (ДДСС), которое начало складываться на основе ДДЭ. Идея демократов — не исправление советской власти, а борьба с нею. К началу 1970-х подпольные демократы резко противопоставляют себя московским правозащитникам, включая Хронику текущих событий и А. Д. Сахарова, за их деятельность только в рамках советской конституции. Осуждают они и «москвобокость» попадающей на Запад информации о диссидентах и борцах, подменяющей информацию общесоюзную, в результате чего московские протестующие оказывались лучше защищены, чем провинциальные. 
Когда 13 декабря 1974 года среди деятелей Эстонского демократического движения и Эстонского национального фронта были арестованы Калью Мятик, Мати Кийренд, Артём Юскевич и Арво Варато, Солдатову удалось уйти в подполье и скрываться до своего ареста 4 января 1975 года. Вместе с товарищами он был осуждён в октябре 1975 года за антисоветскую деятельность.
В январе 1975 года Солдатов был арестован. 31 октября 1975 года Верховным судом ЭССР он был приговорён по ст. 68 ч. 1 УК ЭССР к 6 годам лишения свободы по обвинению в антисоветской агитации и пропаганде, содержался в исправительных колониях строго режима в Мордовии. При обыске у него была найдена рукопись Сергея Довлатова, что послужило причиной изгнания писателя из журналистики, а затем и из Эстонии. После освобождения он недолго находился под так называемым административным надзором и в 1981 году был депортирован из Советского Союза.
После депортации Сергею Солдатову удалось обосноваться в Мюнхене с помощью немецкой группы Amnesty International, где он работал в эстонской редакции Vabadusraadio - Radio Free Europe с 1983 г. и в российской редакции того же радио с 1988 по 1993 гг. В 1998 году он основал центр изучения истории и философии «Katharsis» во Франкфурте-на-Майне. 
В 2000 г. вернулся в Эстонию.

### Семья
- Жена (первая) — Екатерина Н. Дала на Сергея Солдатова ложные показания на следствии над ним[2][6].
- Сын (от первой жены) — Александр Сергеевич Солдатов (род. 1959). КГБ, в отместку за борьбу Сергея Солдатова с советской властью, устроил суд над семнадцатилетним А. С. Солдатовым по целиком сфабрикованному на него делу о драке, в результате которого А. С. Солдатов был приговорён к пяти годам заключения.
- Жена (вторая) — Людмила Ильинична Грюнберг-Рославцева. Михаил Хейфец приводит слова Сергея Солдатова:

«Она дала мне счастье, которое только возможно испытать человеку на грешной земле… Если когда-нибудь то, что я сделал, помянут, как говорится, добром, пусть не забудут: больше, чем кому бы то ни было на свете, я обязан был поддержке моей Ильиничны…»
- Мать — Ольга Фёдоровна Солдатова (1907—?), урождённая Трушина, полупрофессиональная художница, в советское время фармацевт.
- Отец — Иван Алексеевич Солдатов, воевал в годы первой мировой войны в царской армии, затем в Северо-Западной армии Юденича; в гражданской жизни — рабочий высокой квалификации.
- Бабушка по матери — Александра Ивановна Трушина (1879—1965), урождённая Миронова.
- Дед по матери — Фёдор Терентьевич Трушин (?—1946), врач, выпускник Кронштадтского военно-морского медицинского училища.
- Бабушка по отцу — Анна.
- Дед по отцу — Алексей Макарович Солдатов, из кубанских казаков.

## Труды
- Солдатов С. Количественный анализ истории науки // Известия Академии наук Эстонской ССР : Общественные науки. — Таллин, 1970. — Т. 19, вып. 1.
- Сергей Солдатов. Зарницы возрождения. Опыт политической борьбы и нравственного просветительства. / Предисловие Абдурахмана Авторханова, введение Мартина Дьюхёрста. — London: Overseas Publications Interchange Ltd, 1984. — 444 с.
- Сергей Солдатов. Таинство воздаяния истории. Франкфурт-на-Майне, 1995.
- Сергей Солдатов. Наследие и архив. Т. 1. Мир: Обществоведение: Философия мира. Таллинн: Вест-Ост Ренессаннс, 2004. 193 с. В кн. вкл. 2 л. схем.
- Сергей Солдатов. Наследие и архив. Т. 2. Человек: Обществоведение: Философия общества. Предисловие от авт. Таллинн: Вест-Ост Ренессаннс, 2004. 276 с.
- Сергей Солдатов. Наследие и архив. Т. 3. Время: Обществоведение: Философия истории. Предисловие от авт. Таллинн: Вест-Ост Ренессаннс, 2004. 200 с.
- Сергей Солдатов. Наследие и архив. Т. 4. Кн. 1. Свобода: Общественно- политическая публицистика. Таллинн: Вест-Ост Ренессаннс, 2004 . 223 с.
- Сергей Солдатов. Наследие и архив. Т. 4. Кн. 2. Свобода: Программные документы ДДСС. Таллинн: Вест-Ост Ренессаннс, 2004. 160 с.
- Сергей Солдатов. Наследие и архив. Т. 5. Луч свободы: Журн. публицистика 70-х годов: Избр. нравственные и политические статьи. Вступит. статья от изд-ва. Таллинн: Вест-Ост Ренессаннс, 2005. 160 с.
- Сергей Солдатов. Наследие и архив. Т. 6. Кн. 2. За любовь: Избр. документы и труды самиздата, которые были восстановлены в 1985 г. Таллинн: Вест-Ост Ренессаннс, 2005. 367 с.
- Сергей Солдатов. Наследие и архив. Т. 7. Испытание: Духовно-политическая публицистика в заключении и лагерные воспоминания. Вступ. слово Л. И. Грюнберг-Солдатовой. Предисловие от ред-ра. Таллинн: Вест-Ост Ренессаннс, 2005. 270 с.
- Сергей Солдатов. Наследие и архив. Т. 8. Изгнание. Кн. 1. Публицистика на Западе. Таллинн: Вест-Ост Ренессаннс, 2005. 160 с. ISBN 9949-13-004-2.
- Сергей Солдатов. Наследие и архив. Т. 9. Зарницы Возрождения (Второе издание). Опыт политической борьбы и нравственного просветительства. Предисловие А. Авторханова. Введение М. Дьюхёрста. Таллинн: Вест-Ост Ренессаннс, 2005. 415 с. ISBN 9949-13-359-9.
- Сергей Солдатов. Наследие и архив. Т. 11. Россия и XXI век: Историософский очерк. Таллинн: Вест-Ост Ренессаннс, 2005. 224 с.
- Сергей Солдатов. Наследие и архив. Т. 12. Россия в поисках исцеления: Публицистика. Предисловие от сост-лей Таллинн: Вест-Ост Ренессаннс, 2005. 304 с.
- Сергей Солдатов. Наследие и архив. Т. 13. Таинство воздаяния истории: Судьбоносные встречи Германии и России. Введ. от авт. Таллинн: Вест-Ост Ренессаннс, 2006. 270 с. Указ-ль имен и названий. С.264-266; Библиография. С.266-269.
- Сергей Солдатов. Наследие и архив. Т. 14. Германика. Таллинн: Вест-Ост Ренессаннс, 2006. 94 с., ил.
- Сергей Солдатов. Наследие и архив. Т. 15: Преображение. Предисловиe Л. И. Грюнберг-Солдатовой. Таллинн: Вест-Ост Ренессаннс, 2006. 152 с.